# غسان حاصباني
غسان حاصباني (مواليد 30 أغسطس 1972) وزير الصحة في الحكومة اللبنانية من 18 ديسمبر 2016 إلى 31 ديسمبر 2018 ونائب لرئيس الوزراء من 18 ديسمبر 2016 إلى 21 يناير 2020.

## عن حياته
حاصباني من مواليد بيروت، ثم هاجر إلى المملكة المتحدة عندما كان مراهقاً، حيث أنهى دراسته الجامعية وحصل على بكالوريوس في الهندسة الإلكترونية مع مرتبة الشرف من جامعة وستمنستر وماجستير في إدارة الأعمال، إدارة التسويق من جامعة هل.

## مسيرته المهنية
عمل في عديد من الشركات منها إس تي سي السعودية، نورتل نيتووركس، شركة الاتصالات التركية، و إس تي سي البحرين، كما أنه عضو في جمعية الهندسة والتقنية.